# Ian Bairnson
Ian Bairnson (Lerwick, Illes Shetland, 3 d'agost de 1953 - Anglaterra, 7 d'abril de 2023) va ser un músic escocès, més conegut per ser un dels membres principals del Projecte The Alan Parsons Project. Va ser un multi-instrumentista, que va tocar el saxòfon i els teclats, tot i que va ser més conegut com a guitarrista. També va ser conegut per haver preferit el so d'una moneda de sis penics (sixpence) a una pua a l'hora de tocar la guitarra.

## Biografia i carrera
Bairnson va néixer a Lerwick i a créixer a Levenwick, a Shetland, abans que la seva família es mudés a Edimburg (Midlothian) quan tenia nou anys, després de la mort del seu pare.
Va ser un guitarrista de sessió a Edimburg. El 1972 va accedir a un lloc de músic a un local nocturn d'aquesta ciutat, anomenat Tiffanny's. Gràcies a aquesta feina va estalviar diners per a la posterior mudança a Londres i va conèixer en David Paton. El 1973 amb els antics músics de Bay City Rollers David Paton i Billy Lyall formaren la banda, Pilot, i va aportar les parts de la guitarra d'harmonia al seu senzill hit, "Magic". Durant aquest temps amb Pilot, va col·laborar per primera vegada amb Alan Parsons, el productor discogràfic en el seu primer àlbum titulat. Va ser aquesta relació que va ajudar a incorporar a la majoria dels membres de la banda (baixista / cantant Paton i bateria Stuart Tosh) a l'Alan Parsons Project (TAPP). En Bairnson va tocar el sol de guitarra distintiu en la cançó "I Would not Want to Be Like You" de l'àlbum 'I Robot' (1977).
Com a guitarrista, va estar present en tots els àlbums de The Alan Parsons Project, incloent-hi el projecte col·lateral de Keats de 1984 [3].
Va tocar en els primers quatre àlbums de Kate Bush, The Kick Inside (1978) [3] (tocant el sol de guitarra en "Wuthering Heights"), Lionheart (1978), Never for Ever (1980) i The Dreaming (1982).
També va tocar amb la banda Bucks Fizz [3], per qui va co-escriure dos dels seus Top 20 hits, "If You Can not Stand the Heat" (1982) i "Run for Your Life" (1983).
El 2009 va aparèixer a l'àlbum del baixista alemany Chris Postl; Parzivals Eye. Chris Postl va tocar a RPWL una banda alemanya.
Va fer gires amb diverses bandes, una d'elles Junk (Bairnson, Pau Chàfer, Sarah Rope i Ángel Celada). Durant la seva carrera de sessió va actuar en més d'un centenar d'àlbums de diferents estils, d'artistes com Yvonne Keeley, Joe Cocker, Jon Anderson, Chris DeBurgh, Mick Fleetwood, Neil Diamond. Va tocar en viu juntament amb Sting, Eric Clapton, Beverley Craven i molts més.

## Vida personal
Ian es va casar amb Leila Santos, una model brasilera de revista i de passarel·la de moda el 28 de maig de 1999.
Bairnson va viure al País Valencià (Xàbia), on posseeïa un estudi d'enregistrament i continuava treballant com a guitarrista de sessió.